# Karolina (powiat grodziski)
Karolina (niem. Karlshof) – wieś sołecka w Polsce położona w województwie mazowieckim, w powiecie grodziskim, w gminie Baranów.
| SIMC    | Nazwa      | Rodzaj     |
| ------- | ---------- | ---------- |
| 0723023 | Dzika Wola | część wsi  |
| 0723030 | Wojcieszyn | przysiółek |

W latach 1975–1998 miejscowość należała administracyjnie do województwa skierniewickiego.
Pierwsza wzmianka dotycząca wsi pochodzi z ksiąg metrykalnych parafii Izdebno Kościelne początku XIX wieku. W połowie XIX wieku "bogobojny Wojciech Feluch" ze wsi Karoliny ufundował organy do kościoła w Izdebnie Kościelnym. Prawdopodobnie w tym okresie była to zaledwie gromada, w której mieszkało kilka rodzin.